# دانيال ساندرز (كاتب)
دانيال ساندرز (بالألمانية: Daniel Sanders)‏ هو معجمي وكاتب ألماني، ولد في 12 نوفمبر 1819 في نويشتريليتز في ألمانيا، وتوفي بنفس المكان في 11 مارس 1897.